# Lilian Brassier
Lilian Brassier (* 2. November 1999 in Argenteuil) ist ein französischer Fußballspieler mit Wurzeln in Guadeloupe, der aktuell bei Stade Brest unter Vertrag steht und an Stade Rennes verliehen ist.

## Karriere

### Verein
Brassier begann bei zwei lokalen Fußballvereinen, ehe er 2013 zu Stade Rennes wechselte. 2016 unterschrieb er einen Vertrag bei der Zweitmannschaft, wo er insgesamt 43 Mal zum Einsatz kam, wobei er zweimal treffen konnte. Für die gesamte Saison 2019/20 wurde er an den FC Valenciennes in die Ligue 2 verliehen. Am 2. August 2019 (2. Spieltag) debütierte er gegen die AS Nancy in der Startelf (1:1). In der Saison spielte er 24 Mal in der Liga und bereitete zwei Tore vor. Nach seiner Rückkehr unterzeichnete er einen Vertrag bei der ersten Mannschaft bis 2022. Anschließend wurde er aber erneut verliehen, diesmal an den Ligakonkurrenten Stade Brest. Sein Debüt gab er am 21. November 2020 (11. Spieltag) gegen die AS Saint-Étienne in der Startelf. Am 13. März 2021 (29. Spieltag) schoss er gegen Olympique Marseille sein erstes Tor für seinen Leihklub und das einzige der Mannschaft bei der 1:3-Niederlage. Nach Anfangsschwierigkeiten war er bei Brest Stammspieler und spielte bis zum Saisonende insgesamt elf Spiele. Nach Ablauf der Leihe wurde er von Stade Brest fest verpflichtet und wechselte für zwei Millionen Euro. Im Sommer 2024 wurde er von dort erst an Olympique Marseille verliehen.
Im Januar 2025 folgte eine weitere Leihe zu Stade Rennes. Falls der Verein von seiner Kaufoption zum 1. Juli 2025 Gebrauch macht, wäre der Spieler für die nächsten vier Jahre verpflichtet.

## Nationalmannschaft
Von 2018 bis 2019 absolvierte Brassier insgesamt sechs Testspiele für diverse französische Jugendnationalmannschaften.